# Загамбар
Загамба́р (каз. Зағамбар) — село у складі Толебійського району Туркестанської області Казахстану. Входить до складу сільського округу Бірінші Мамира.
У радянські часи село називалось Яргалик. До 2017 року село називалось Камшак.
Населення — 5158 осіб (2021; 4723 у 2009, 3695 у 1999, 3032 у 1989).